# Słoneccy herbu Korab

herb Korab

Słoneccy – polski ród szlachecki pieczętujący się herbem Korab, który wziął swoje nazwisko od Słończyc w powiecie wrzesińskim (obecnie słupeckim), znany od końca XIV wieku.
Jego przedstawiciele zbyli swoje udziały w rodzinnym gnieździe, które około 1795 roku należało już do Łukomskich z Paruszewa, a później do Bieńkowskich, i przenieśli się do województwa ruskiego, gdzie doszli do dużego znaczenia, pełniąc liczne urzędy ziemskie oraz biorąc aktywny udział w życiu politycznym.
Kasper Niesiecki znał tylko wielkopolskich przedstawicieli tego rodu: Tomasza Słoneckiego 1621; N. Słonecką zamężną za Tomaszem Koczorowskim; Jędrzeja (Andrzeja) Słoneckiego żonatego z Jadwigą Walknowską, z którą miał dwóch synów: Mikołaja i Jana; a także Marcina Słoneckiego 1704.
Pod koniec XVIII wieku w zaborze austriackim wylegitymowało się siedmiu członków rodu Słoneckich, należących do trzech linii (północna związana z rz.-kat. parafiami: Firlejów, Tłuste i Uście Zielone; południowa związana z rz.-kat. parafiami: Horodenka, Kołomyja i Nadwórna; zachodnia związana z rz.-kat. parafiami: Kałusz, Rożniatów i Strachocina), które ze względu na pełne rozwarstwienie majątkowe można zaliczać zarówno do warstwy ziemiaństwa jak też do kategorii szlachty cząstkowej.

## Członkowie rodu

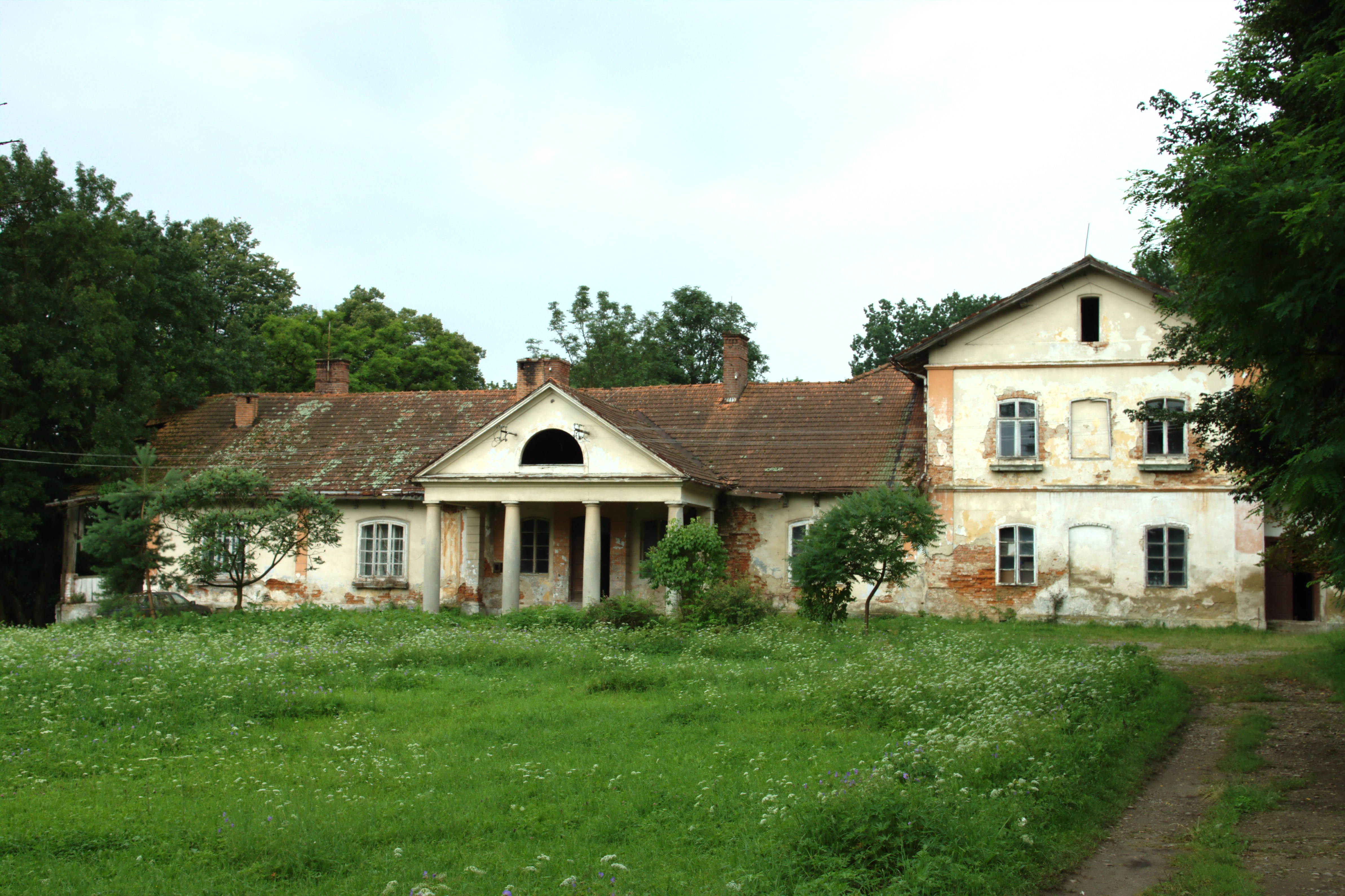
Dwór w Jurowcach

- Rudolf Słonecki – rotmistrz C.K. Armii
- Jan Duklan Słonecki (1859–1896), właściciel dóbr, poseł do Sejmu Krajowego Galicji
- Józef Słonecki (1899–1970), piłkarz
- Marian Leopold Słonecki (1886–1969), malarz, konserwator dzieł sztuki
- Stanisław Słonecki (1800-), właściciel dóbr
- Stanisław Słonecki (1890–1972), właściciel dóbr, rolnik
- Zenon Słonecki (1831–1912), właściciel dóbr, poseł do Sejmu Krajowego Galicji
- Teofilakt – pop, biskup wołogodzki, rektor Akademii Kijowsko-Mohylańskiej